# Roger Rinderknecht
Roger Rinderknecht, né le 4 mai 1981 à Winterthour, est un cycliste suisse spécialiste du Four Cross et pratiquant aussi le BMX.
Il participe aux Jeux olympiques en 2008 et en 2012 en BMX et se fait éliminer en demi-finale. Plusieurs fois vice-champion du monde de Four Cross, il finit sa carrière par un titre de champion du monde dans cette discipline en 2012.

## Palmarès
| Compétition,                        | 2000 | 2001 | 2002 | 2003 | 2004 | 2005 | 2006 | 2007 | 2008 | 2009 | 2010 | 2011 | 2012 |
| Championnats du monde de Four Cross |      |      | 49e  | 15e  | 4e   | 6e   | 2e   | 4e   | 2e   |      | 4e   | 2e   | 1er  |
| BMX aux Jeux olympiques d'été       |      |      |      |      |      |      |      |      | 13e  |      |      |      | 14e  |
| Championnats du monde de BMX        |      |      |      |      |      |      |      |      |      |      |      | 18e  | 18e  |
| Championnats de Suisse de BMX       | 1er  | 1er  | 1er  |      |      |      |      | 2e   | 1er  |      |      |      |      |